# 牵连犯
牵连犯，是一个刑法学和犯罪学的定义，是指犯罪的手段行为或结果行为，与目的行为或原因行为分别触犯不同罪名的情况。
牵连犯是「法條競合」的一種情形，即多項行為之中僅以與主要行為相關的法條定罪，而使與其他行為相關的法條不再適用，因此最終僅因一項行為宣告一罪；而非因多項行為實質競合而宣告多罪或數罪併罰。
特征包括有必须处于一个犯罪目的；行为人因此必须实施了数个行为，而且数个行为之间存在手段行为与目的行为、原因行为与结果行为的牵连关系。在目的行为或者原因行为触犯了一个罪名的情况下，手段行为或结果行为又触犯了另一个罪名。比如为了走私而骗购外汇、因受贿而徇私枉法等等。
对于牵连犯的处理上因具体罪名和情况而有特殊规定。通常来说处理方式包括有：
- 从一重罪处罚。比如抢劫、窃取国有档案，又构成其他犯罪。因受贿而徇私枉法或枉法裁判，构成受贿罪、徇私枉法罪等，采用处罚较重之规定定罪。
- 以法定的一罪处罚，比如伪造货币並出售、运输伪造的货币，定伪造货币罪，从重处罚。
- 法定数罪并罚。比如组织、领导、参加恐怖活动组织罪，并实施杀人、爆炸、绑架等犯罪，数罪并罚。

## 延伸閱讀
- 競合論